# Літургійна румунська мова
Літургі́чна руму́нська мо́ва, або церко́вноруму́нська мо́ва (рум. limba liturgică românească, рум. româna liturgică / româna bisericească; старорум. румѫна бисѣричаскъ) — форма румунської мови, що вживалася у східнороманських православних, а потім і греко-католицьких церковних службах та веденні церковного діловодства у східно-романських землях з XVI століття. Характеризувався сильним церковнослов'янським впливом за одночасного збереження низки латинських архаїчних термінів часів раннього християнства. Хоча достовірних слідів поширення будь-якого християнства в Римській Дакії 101—271гг. поки не виявлено, мовний аналіз румунської мови, а також деякі знахідки (Б'єртанський дар IV століття) дозволяють судити про те, що християнізація романського населення, що залишилося, відбулася в напрямку з півдня на північ у IV—V століттях, тобто до приходу слов'ян. У цьому ранній римський обряд носив галло-римський характер остаточно X століття, що його витіснили православні культові атрибути.
Створена в 1865 році Румунська православна церква пориває з церковнослов'янською мовною традицією і починає використовувати під час служби літургійну румунську мову.

## Латинські архаїзми
- бисерикэ (церква) (вкрай архаїчний термін)
- Думнезеу (Бог)
- круче (хрест)
- ынӂер (англ) (ӂ=g, j як в англійських іменах George, John)
- ботез (хрещення)
- мынека
- минека
- пэресимь
- веспяринэ
- преот
- тотдяуна = пуруря та ін.

## Слов'янізми
- службэ
- избэви
- сфынт (святий)
- жертфэ
- маслу
- духовническ
- неказ = скырбэ (обидва слов'янізми)
- милэ
- славэ
- рэскумпэрэтор = избэвитор
- майкэ

## Романо-слов'янські церковні дублети
- acoperământ /акопeрэмынт/ = procovăț /проковэц/ — «покрив»
- altar /алтар/ = jertfelnic /жертфелник/ - «вівтар»
- alunga /алунга/ = goni /гонь/ - "виганяти"
- asupri /асупри/ = prigoni /пригонь/ - «переслідувати»
- asuprire /асуприрe/ = năvălire /нэвэлирe/
- binecuvînta /бинекувынта/ = blagoslovi /благослови/
- ceată /чятэ/ = cin /чин/
- cerbice /чербиче/ = grumaz /грумаз/
- cumândă /кумындэ/ = pomană /поманэ/
- cumineca /куминека/ = împărtăși /ымпэртэши/, pricestui /причестуи/
- cuminecătură /куминекэтурэ/ = împărtășanie /ымпэртэшание/
- cuprinde /куприне/ = împila /ымпила/
- dezlegare /дезлегарe/ = otpust /отпуст/
- după-cinar /дупэ-чинар/ = pavecerniță /павечерницэ/
- împlini /ымплини/ = săvârși /сэвырши/
- împresura /ымпресура/ = obijdui /обиждуи/
- îndurare /ындураре/ = milostivire /милостивире/
- înserat = vecernie
- luminătoare, luminăndă = svetilnă
- laude = hvalite
- martor /мартор/ = mucenic /мученик/
- mări, mărire = slavă, slăvi
- mâneca = a se scula foarte de dimineață
- mânecat = utrenie
- mântui, mântuire = izbăvi, izbăvire
- miezo[a]ră = mijloceas
- necaz = scârbă
- nevoință = osârdie
- o[a]ră = ceas
- orologiu = ceaslov, polostav
- patrafir = epitrahil
- pănură = felon
- răutate, răutăcios = pizmă, pizmaș
- răscumpărător = izbăvitor
- sărac = ticălos
- scăpa, scăpare = izbăvi, izbăvire
- șerb = rob
- pururea = totdeauna
- viers = glas
- comoară = vistierie
- carte = cnigă[3]

## Імена
- Acaţiu (Акаціу) = Акакі
- Блаж = Власіє
- Laurenţiu (Лауренціу) = Lavrentie (Лаврентіє)
- Sergiu (Серӂіу) = Serghie (Сергіє)
- Vicenţiu (Vincenţiu) (Віченціу) = Vichentie (Вікентіє).